# Kapčiamiestis

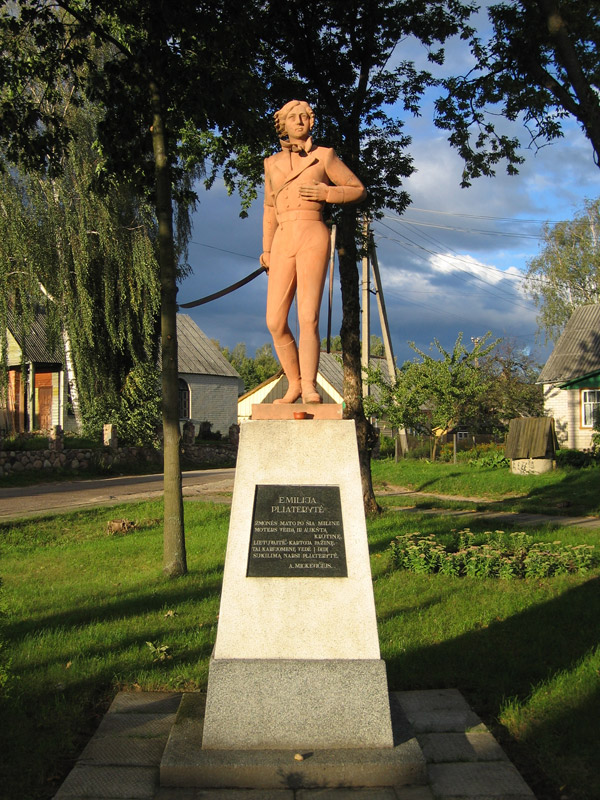
Statue d'Emilia Plater

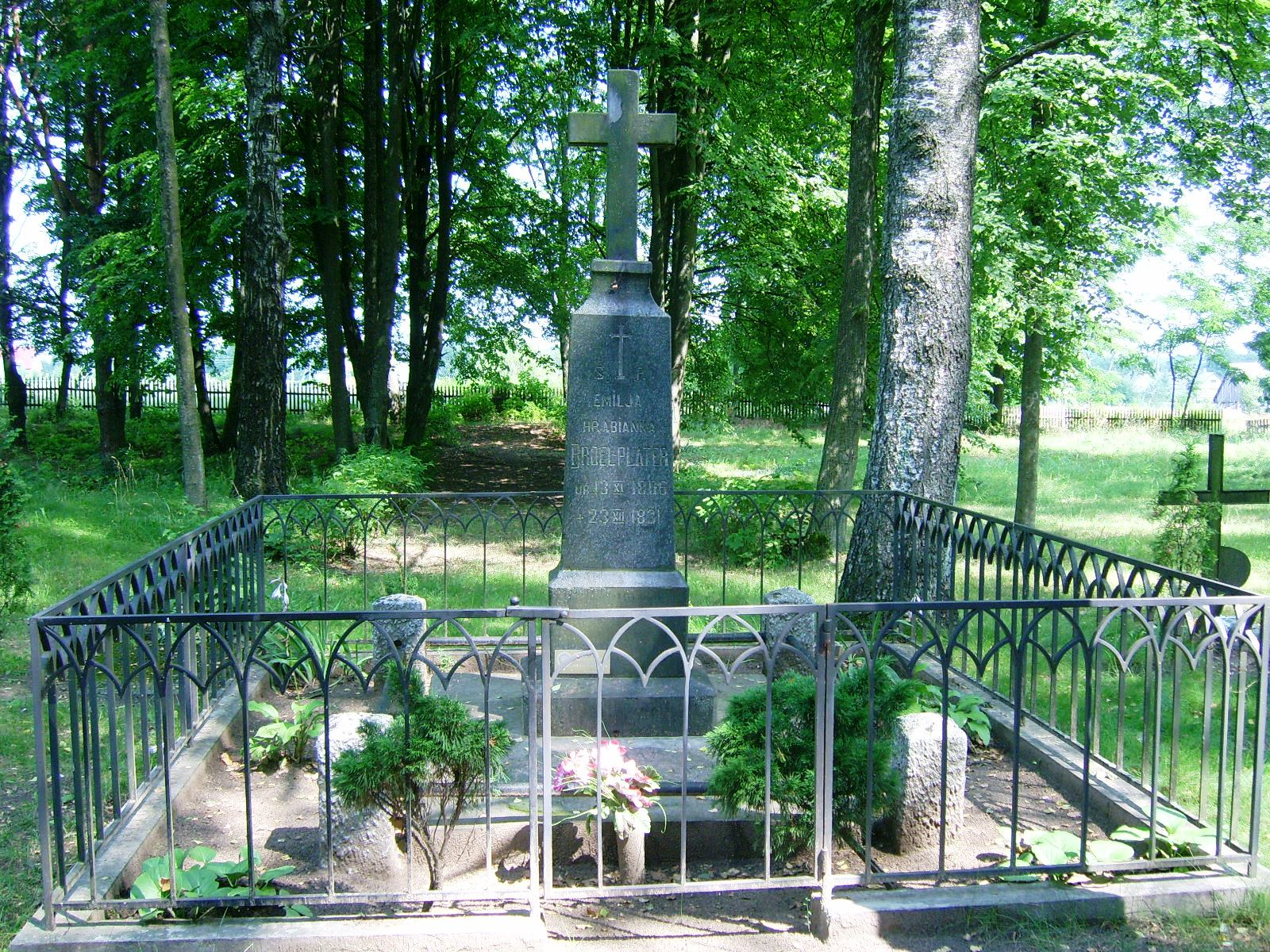
Pierre tombale.

Kapčiamiestis (polonais : Kopciowo) est une ville de Lituanie située au confluent des rivières Baltoji Ančia et Nieda.

## Histoire
La ville date du début du XVIe siècle. En 1777, une école paroissiale est ouverte.
En 1831, la polonaise Emilia Plater est enterrée dans le cimetière de la ville.
La ville comptait une communauté juive importante. Le 15 septembre 1941, tous les juifs sont emprisonnés dans un ghetto à Katkishes, à un kilomètre de Lazdijai avec les juifs des villages voisins. Le 3 novembre 1941, tous les juifs sont assassinés lors d'une exécution de masse. La plupart des monuments anciens de la ville sont détruits lors de la guerre.